# Сумщина (газета)
«Сумщина» — обласна громадсько-політична газета Сумщини. Видається у обласному центрі місті Сумах. Реєстраційне свідоцтво СМ № 156 від 13 травня 1997 року.
Газету, що вважається попередницею «Сумщини», було засновано 17 серпня 1917 року. Мала назви «Більшовицька зброя», «Ленінська правда». Редактором у березні 1944 року був призначений Собко П.Т.
За СРСР періодичне видання було нагороджено орденом «Знак Пошани».
Співзасновниками сучасної газети «Сумщина» в 1990-х стали Сумська обласна рада, Сумська обласна державна адміністрація і трудовий колектив редакції.
Наприкінці 2000-х років наклад газети сягає 100 тисяч примірників, періодичне видання виходить тричі на тиждень. Обсяг газети — 4 сторінки. 